# Powderly (Texas)
Powderly es un lugar designado por el censo ubicado en el condado de Lamar en el estado estadounidense de Texas. En el Censo de 2010 tenía una población de 1178 habitantes y una densidad poblacional de 61,22 personas por km².

## Geografía
Powderly se encuentra ubicado en las coordenadas 33°48′31″N 95°30′13″O / 33.80861, -95.50361. Según la Oficina del Censo de los Estados Unidos, Powderly tiene una superficie total de 19.24 km², de la cual 18.76 km² corresponden a tierra firme y (2.5%) 0.48 km² es agua.

## Demografía
Según el censo de 2010, había 1178 personas residiendo en Powderly. La densidad de población era de 61,22 hab./km². De los 1178 habitantes, Powderly estaba compuesto por el 93.89% blancos, el 1.44% eran afroamericanos, el 2.21% eran amerindios, el 0.08% eran asiáticos, el 0% eran isleños del Pacífico, el 0.68% eran de otras razas y el 1.7% pertenecían a dos o más razas. Del total de la población el 2.21% eran hispanos o latinos de cualquier raza.